# Televisión Sant Cugat

Cobertura TDT de TV Sant Cugat.

Televisió Sant Cugat es una televisión local de San Cugat del Vallés (Barcelona) que emite desde 1986 para esta ciudad y sus alrededores. Actualmente, su programación cubre las 24 horas del día con unos contenidos donde se prioriza la información local y los programas de servicio público, como Línia directa amb l'Alcalde, donde los ciudadanos pueden exponer sus problemas al ayuntamiento.
Desde el pasado 3 de junio de 2020, TV Sant Cugat, ya emite en HD Alta Definición en TDT, a través del multiplex local del canal 39, de la demarcación local de Sabadell.
Ver captura de imagen de su emisión en HD en: https://imagizer.imageshack.com/img924/6757/0qjF2f.jpg

## Proceso de digitalización
Tras 20 años de emitir en analógico, Televisió Sant Cugat fue seleccionada mediante concurso público, para realizar sus emisiones en televisión digital terrestre. El Pleno del Consejo del Audiovisual de Cataluña (CAC) adjudicó, el 21 de junio de 2006, la concesión en régimen de gestión indirecta por parte de Televisión Sant Cugat de uno de los 59 canales de televisión digital local de la comunidad autónoma de Cataluña. En 2021 inicio el paso a  HD tanto de su centro emisor como de sus estudios, hoy es una de las más grandes televisiones locales de Cataluña de gestión privada.